# Afrocarpus falcatus
Afrocarpus falcatus är en barrträdart som först beskrevs av Carl Peter Thunberg, och fick sitt nu gällande namn av Christopher Nigel Page. Afrocarpus falcatus ingår i släktet Afrocarpus och familjen Podocarpaceae. IUCN kategoriserar arten globalt som livskraftig. Inga underarter finns listade i Catalogue of Life.
Stora exemplar kan bli 40 till 50 meter höga och stammens diameter går upp till 3 meter. Kronan når ofta längre upp än andra trädens krona i samma skog. Arten har brun bark som faller av då och då. Bladen är ungefär 50 mm långa och 5 mm breda och raka eller lite böjda. Hos exemplar av honkön utvecklas runda bär som blir gula när de mognar.
Arten förekommer i Malawi, Moçambique, Zimbabwe och längs kusten i östra och södra Sydafrika. I Sydafrika är Afrocarpus falcatus typisk för fuktiga skogar längs vattendrag. I andra regioner hittas trädet ofta i kulliga områden och bergstrakter mellan 500 och 1700 meter över havet. Arten förekommer i skogar tillsammans med Podocarpus latifolius, Ocotea bullata, Celtis africana, Ilex mitis samt med arter av släktena Nuxia och Olea.
Enstaka exemplar av Afrocarpus falcatus är 1000 till 1500 år gamla. I mindre trädansamlingar blir arten upp till 25 meter hög.

## Bildgalleri

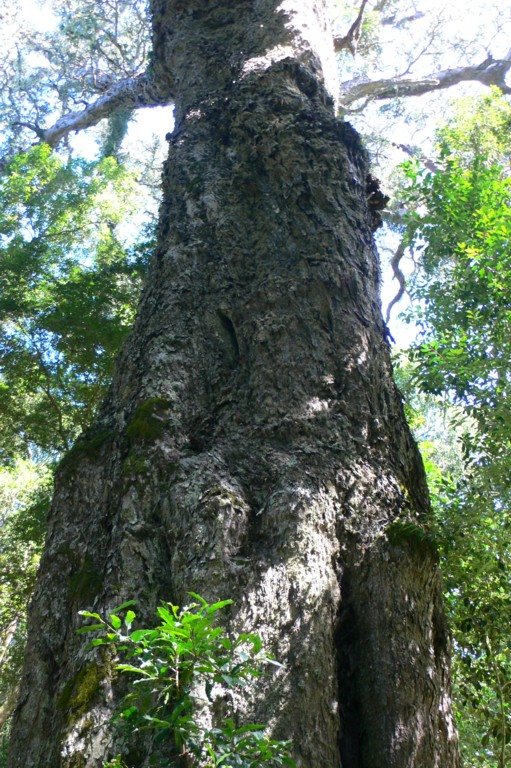
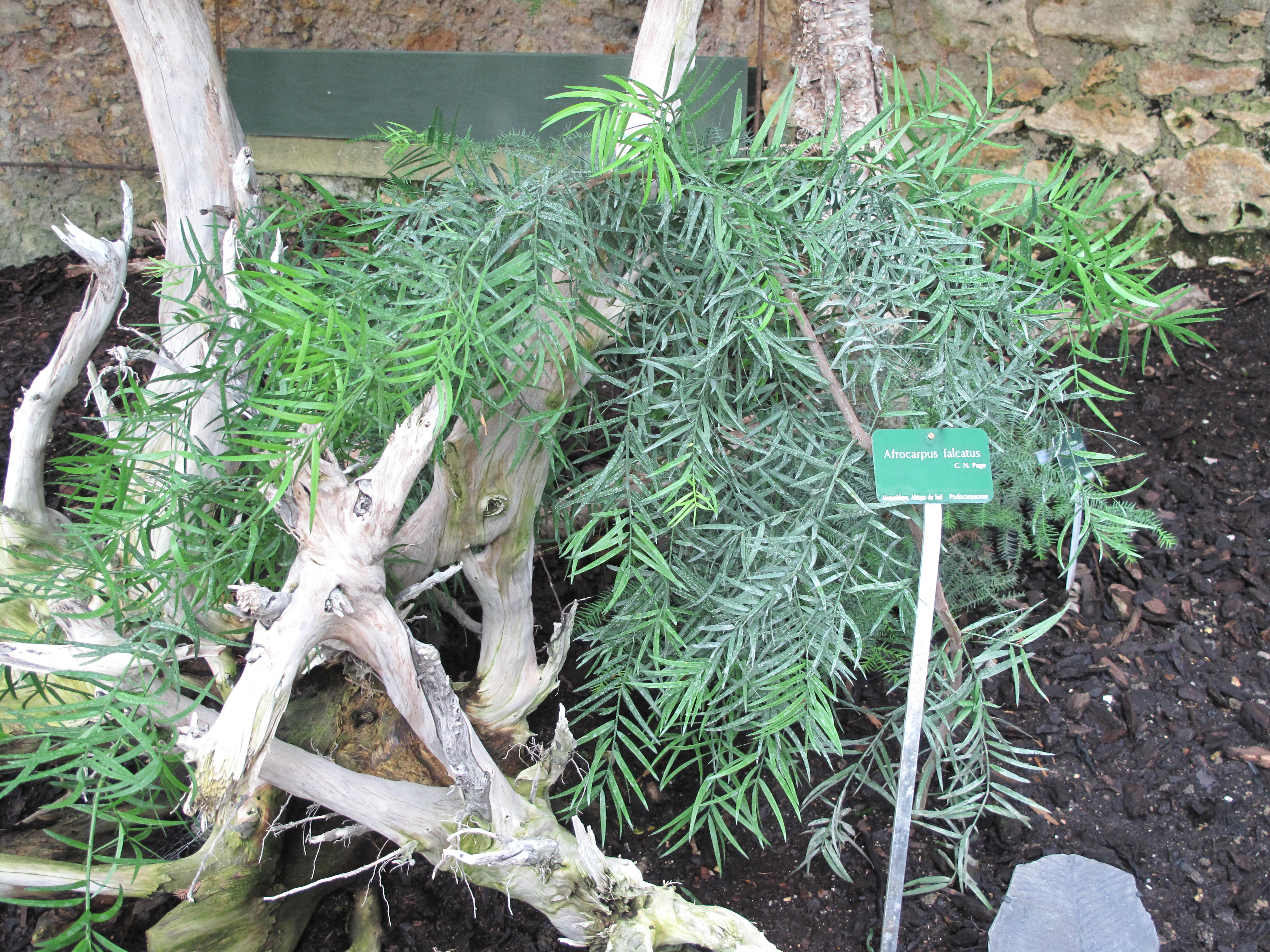
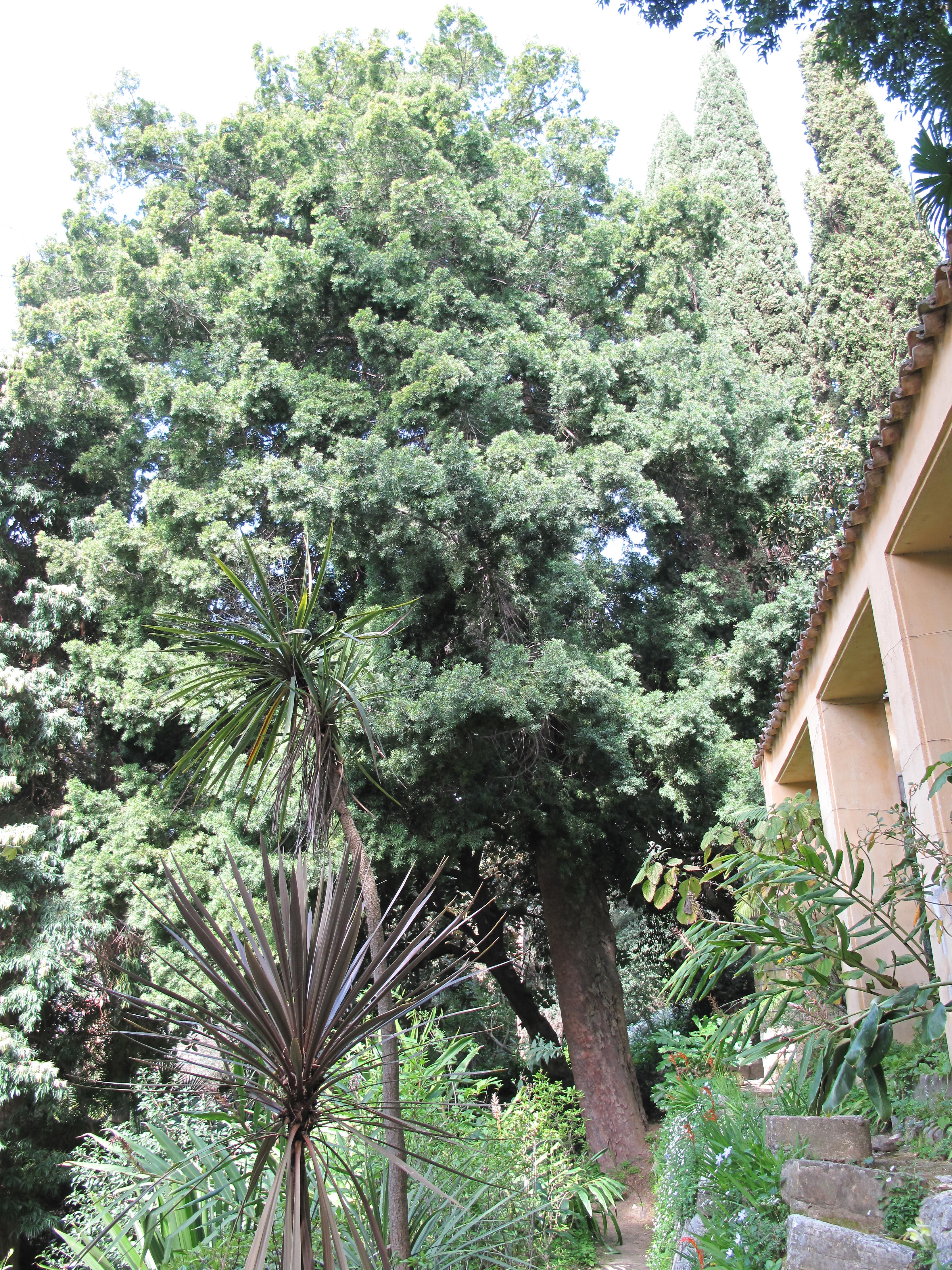
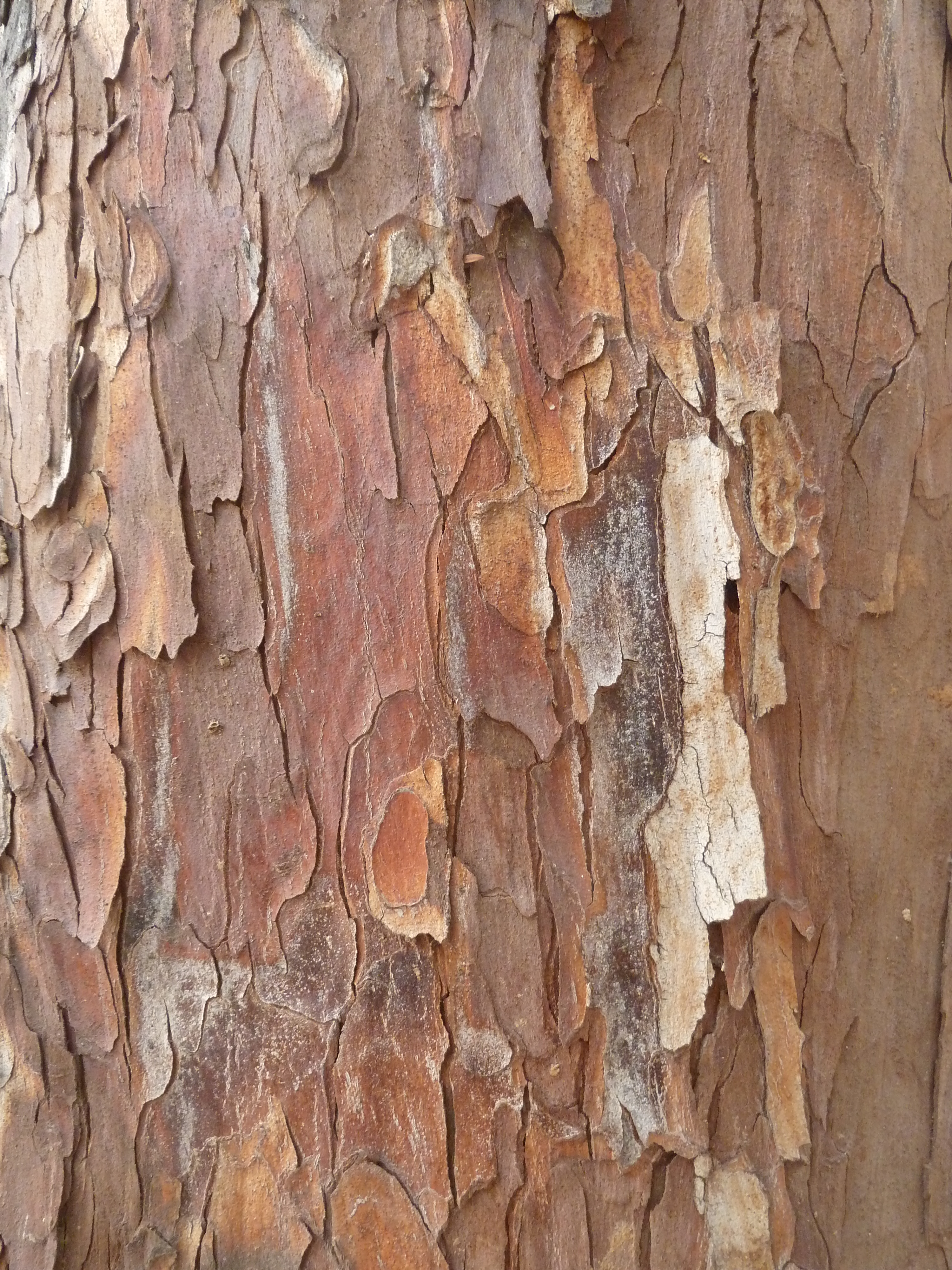
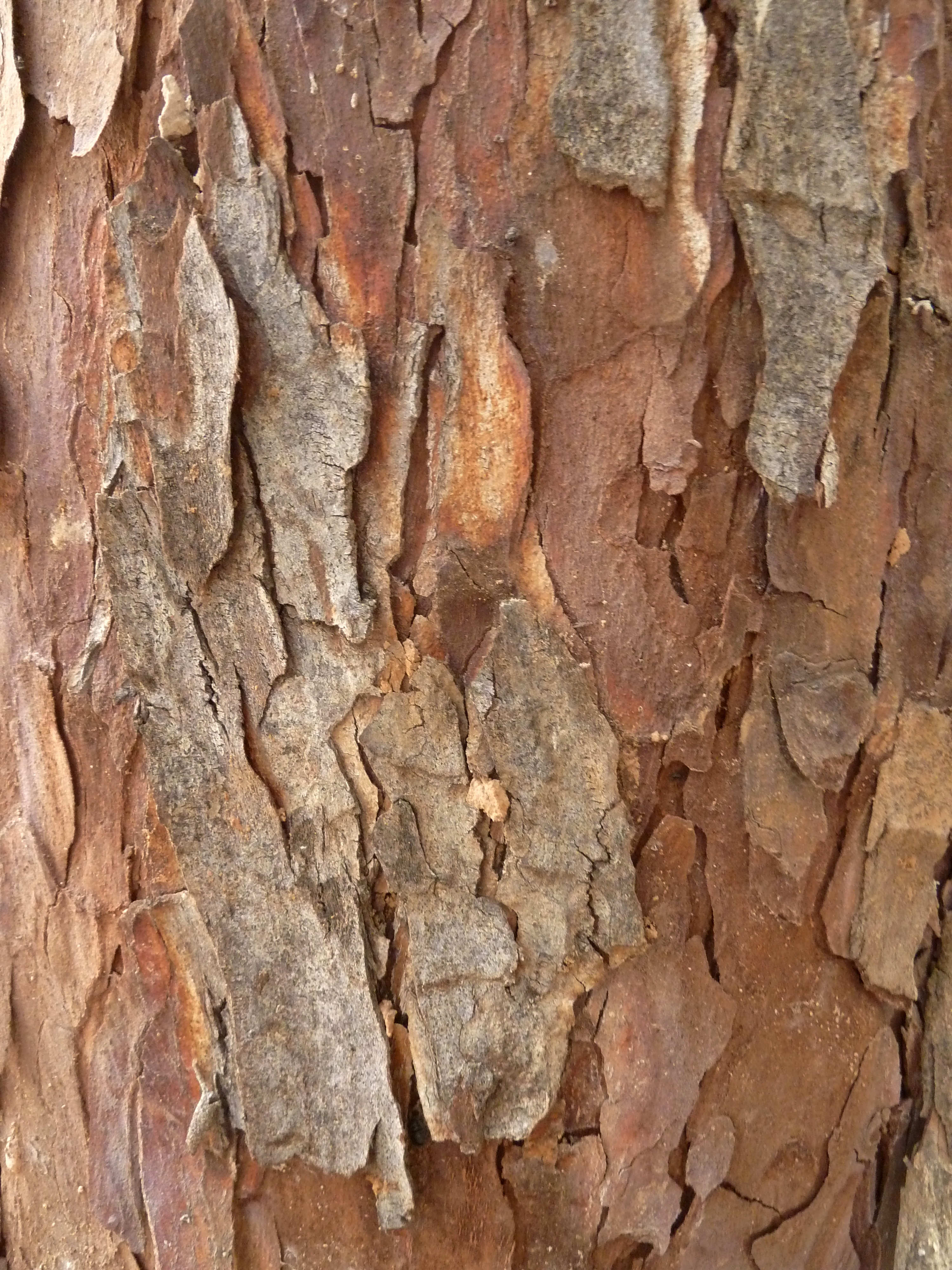
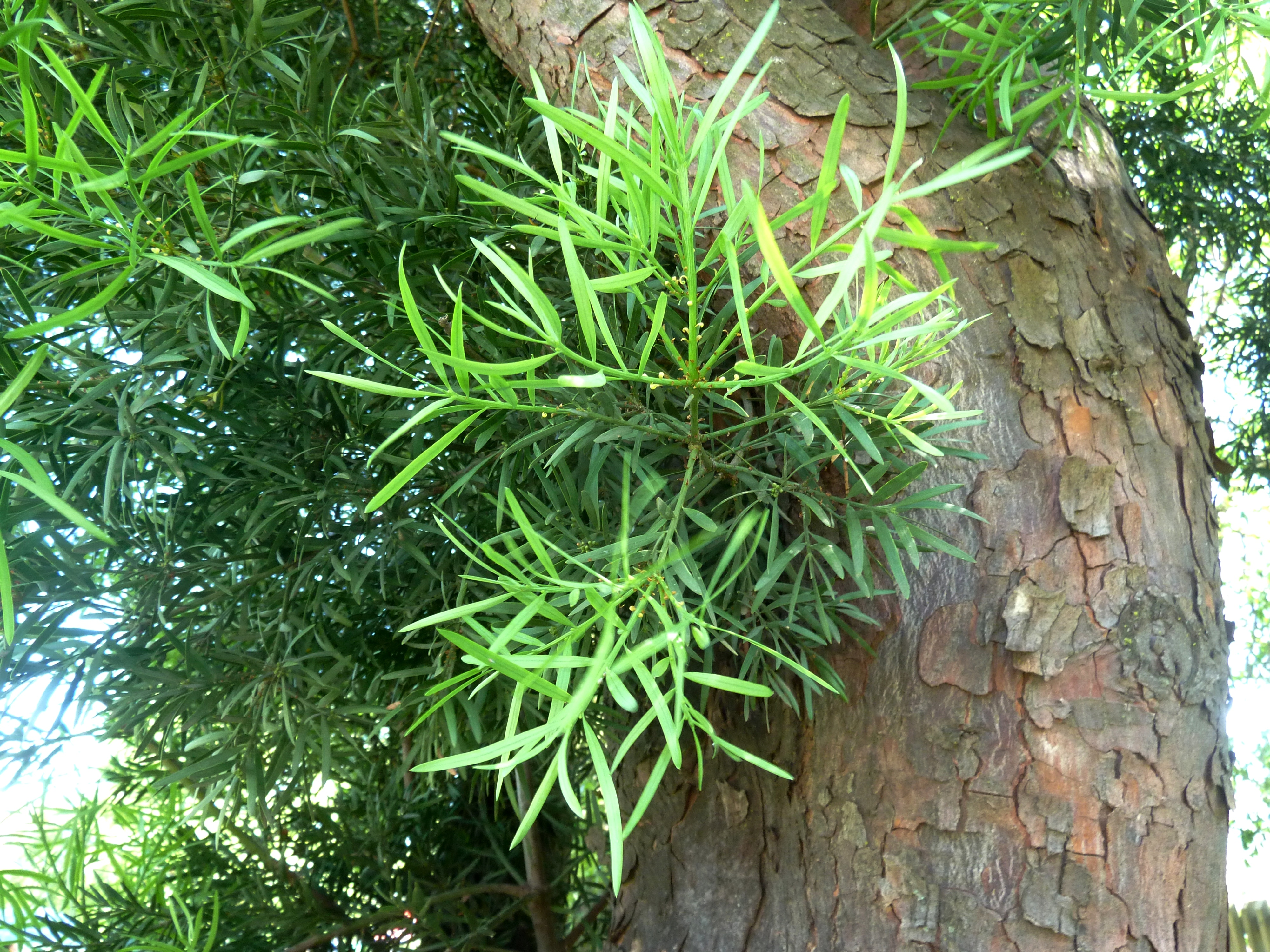